# 劉昱 (明朝)
劉昱（14世纪？—1408年），山東高唐州武城縣（今山東省武城縣）人，明朝政治人物。
劉昱初任吏科給事中，升左通政，出為河南參政，改交阯參政。治理有方，后兵敗被殺。